# Michel Tozzi
Pour les articles homonymes, voir Tozzi.
Michel Tozzi, né le 23 février 1945 à Nîmes, est un didacticien de la philosophie français, professeur émérite à l'université Paul-Valéry de Montpellier. 
Ses travaux portent notamment sur la didactique de l’apprentissage du philosopher (DAP), et en particulier sur l'apprentissage de la philosophie avec les enfants. Il est aussi le créateur du café philosophique de Narbonne, et le coinitiateur de l’Université Populaire de la Narbonnaise, dont il est le président.

## Publications

### Ouvrages sur la DAP
Coordinateur
- Apprendre à philosopher dans les lycées d’aujourd’hui, CNDP-Hachette, 1992
- Étude d’une notion, d’un texte, Crdp Montpellier, 1994
- Lecture du texte argumentatif en français et en philosophie, Crdp de Montpellier, 1998 (avec Guy Molière)
- L’oral argumentatif en philosophie, Crdp Montpellier, 1999
- Diversifier les formes d’écriture philosophique, Crdp Montpellier, 2000
- L’éveil de la pensée réflexive à l’école primaire, Hachette-Crdp Montpellier, 2001
- La discussion philosophique à l’école primaire – Pratiques, formations, recherches, Crdp Montpellier, 2002
- Nouvelles pratiques philosophiques en classe, enjeux et démarches, Crdp Bretagne, 2002
- Les activités à visée philosophique en classe, l’émergence d’un genre ?, Crdp Bretagne, 2003
- La discussion en éducation et formation, L’Harmattan, 2004 (avec R. Étienne)
- Apprendre à philosopher en discutant : pourquoi et comment ?, De Boeck, Bruxelles, Belgique, 2007
- Perspectives didactiques en philosophie : éclairages théoriques et historiques, pistes pratiques, Lambert-Lucas, Limoges, 2019

Auteur
- Penser par soi-même, Chronique sociale, Lyon, 2005
- Débattre à partir des mythes à l’école et ailleurs, Chronique sociale, Lyon, 2006
- La littérature en  débats : discussions à visée littéraire et philosophique à l’école primaire, Sceren-Crdp Montpellier (avec Y. Soulé et D. Bucheton), 2008
- Nouvelles pratiques philosophiques à l’école et dans la cité – Répondre à la demande scolaire et sociale de philosophie, Chronique Sociale, Lyon, 2012
- La morale, ça se discute, Albin Michel, Paris, 2014